# Домашни любимци супер герои
„Домашни любимци супер герои“ (на английски: Wonder Pets!) е американски анимационен сериал, създаден от Джош Селиг за награда Еми през 2006 г.

## „Домашни любимци супер герои“ в България
В България сериалът се излъчва от 13 септември 2011 г. по Super 7 с български войсоувър дублаж.
| Преводачи            | Венета Маринова Веселина Николова                              |
| Озвучаващи артисти   | Василка Сугарева Росица Александрова Цветан Ватев Мина Костова |
| Тонрежисьори         | Венислава Аргова Елена Трайкова                                |
| Режисьори на дублажа | Теодора Константинова Анелия Шишкова                           |

През 2013 г., сериалът е излъчен по Никелодеон с български нахсинхронен дублаж на Александра Аудио.
| Озвучаващи артисти             | Елена Грозданова Татяна Етимова Василка Сугарева Георги Стоянов Ралица Ралинова |
| Изпълнителен продуцент         | Васил Новаков                                                                   |
| Тонрежисьор                    | Пламен Чернев                                                                   |
| Преводач и Режисьор на дублажа | Красиана Димитрова                                                              |